# Kunst
Kunst er forskellige former for menneskelig aktivitet, der bygger på tekniske færdigheder, fantasi, intuition, ide og følelsesmæssig kraft, og som resulterer i et produkt – et kunstværk.
Der er langtfra enighed om, hvordan kunst præcist skal defineres. Der er snarere forskellige opfattelser af, hvilke af kunstens kendetegn der skal vægtes højst i en bestemmelse af kunstens væsen. Kunstens kendetegn er skønhed, form, erkendelse, formål, teknisk mesterskab, ide og originalitet.
Af kunstarter kan nævnes maleri, skulptur, fotografi, arkitektur, litteratur, teater, filmkunst, digital kunst, musik og dans.
Begreber i forbindelse med kunst, såsom kreativitet og fortolkning, bliver undersøgt af den gren af filosofien, der hedder æstetik.
Ordet ”kunst” kommer af verbet ”kunne”. ”Kunst” betyder altså oprindelig ”det man kan, det man behersker, det man mestrer”. En kunstner kan noget særligt. Oprindelig - før 1700-tallet - skelnede man ikke mellem ”kunst” og ”håndværk”. Begge fænomener var dækket af det samme ord (”techne” på græsk, ”ars” på latin). ”Ars” var det, som mennesker kunne og som var lavet af mennesker. Om produktet – det menneskeskabte objekt - brugte man udtrykket artefakt (latin arte factum = hvad der er frembragt ved håndværk/kunst). Kunst stod ikke i modsætning til håndværk, men i modsætning til natur – jævnfør udtrykkene ”kunstig” og ”naturlig”.
I 1700-tallet blev ”kunst” og ”håndværk” adskilt som begreber, og ”kunst” kom til at betyde ”de skønne kunster”, hvilket er en fællesbetegnelse for kunstarter som malerkunst, billedhuggerkunst, arkitektur, musik og digtekunst. Forskellen mellem håndværk og kunst blev herefter, at håndværk (f.eks. bygningshåndværk) har et praktisk formål, mens kunst ikke har et umiddelbart praktisk formål, men skal være ”skøn”, ”sublim”, eller give tilskueren eller tilhøreren er særlig oplevelse.

## Kunstbegrebets historie

### Før 1700
Kunstbegrebet har ændret sig meget gennem tiderne. At begrebet om kunst først opstod i 1700-tallet betyder ikke, at der ikke eksisterede kunst før den tid. I antikkens Grækenland blev der skabt en rigdom af kunst, specielt inden for skulptur, bygningskunst og digtekunst. I denne klassiske græske kunst spillede formen en afgørende rolle som ideal. Der skulle være de rigtige proportioner mellem delene af en helhed, således at de tilsammen danner et harmonisk hele. Ifølge dette ideal består et bygningsværks skønhed af de rette proportioner mellem de forskellige dele af bygningen og bygningen som helhed. På samme måde består et menneskelegemes skønhed af de rette proportioner mellem de forskellige dele af legemet og legemet som helhed.
Fra den græske filosof Aristoteles (384 f. Kr. - 322 f. Kr.) stammer tanken om, at god kunst skal være karakteriseret ved en enhed i mangfoldighed. Der skal være en indbyrdes harmoni mellem alle enkeltdele. Det er denne harmoni, der besjæler helheden og gør den til en organisk enhed.
Kravet om proportion og balance i kunsten hvilede oprindelig på en forestilling om, at den i sin form skal afspejle en kosmisk harmoni. Menneskets proportioner skal afspejle det ordnede verdensalts (kosmos´) proportioner. Kunsten får sin skønhed fra naturen, ikke fra kunstnerens fantasi. Kunstværket skal ligne det motiv, det afbilder.
I antikkens Grækenland var kunst håndværk (techne). Kunstneren skulle vide, hvordan noget ifølge traditionen skulle udfærdiges. En kunstner skulle ikke være original eller udtrykke sine egne oplevelser og følelser.
Ifølge den græske filosof Platon (428 f. Kr. - 348 f.Kr.) findes der to verdener: fænomenverdenen og ideverdenen. Fænomenverdenen er den verden, som umiddelbart kan erkendes gennem sanserne: den fysiske verden. Denne verden består af træer, bygninger, statuer, menneskekroppe, osv. Ideverdenen er en åndelig verden, og den er den primære eller egentlige verden. Den er grundlaget for den fysiske verden. Den består af ideer, som er de åndelige ”originaler” for fænomenerne, som er ”kopier” af ideerne.
Ideerne er evige og uforanderlige, mens fænomenerne er flygtige og foranderlige. Kunstværkerne (artefakterne) tilhører fænomenverdenen, og derfor er deres skønhed flygtig og foranderlig, men deres skønhed viser hen til en åndelig skønhed, som til syvende og sidst stammer fra det skønnes ide, som er evig og uforanderlig. Platon mener med andre ord, at det skønnes ide kommer til udtryk i kunstværkerne (f.eks. statuer).
Ifølge den græske nyplatonske filosof Plotin (204 – 270) eksisterer skønhedens ide hinsides tid og rum. Den er så abstrakt og ophøjet, at den ikke virkelig kan komme til sin ret, når den udtrykkes i de fysiske ting. Den sanselige skønhed vil altid kun være en fattig afglans af skønhedens ide.
Plotin talte om kunstværkets indre form. Denne indre form er en åndelig formdannende kraft i kunstværket (f.eks. en statue), og den er den egentlige kilde til genstandens ydre form. Et kunstværks ydre form er således en materialisering af dens indre form.

### 1700-1860
Indtil 1700-tallet skete der ikke nogen afgørende ændring af selve kunstbegrebet, selv om der naturligvis skete en udvikling med hensyn til stil og motivvalg. I 1700-tallet (oplysningstiden) skete der imidlertid noget nyt: Der kom en begrebsmæssig adskillelse af ”kunst” og ”håndværk”. Før den tid var begge fænomener som sagt dækket af det samme ord (”techne” på græsk, ”ars” på latin). Nu blev ”kunst” ensbetydende med ”de skønne kunster” (malerkunst, billedhuggerkunst, arkitektur, musik og digtekunst, osv.).
En vigtig person i den forbindelse var den tyske filosof Immanuel Kant. I sin bog Kritik der Urteilskraft (1790) nævner han en række træk, som karakteriserer ”kunst” til forskel fra ”håndværk”. Han nævner blandt andet, at kunsten er fri i den forstand, at kunstneren selv skaber de regler, som kunstværket følger. Han nævner også, at kunsten ikke tjener noget formål, der er påtvunget den udefra.
Ifølge den klassiske græske opfattelse var skønhed noget objektivt, som i sidste ende udspringer af den evige og uforanderlige ideverden. Denne objektive skønhedsopfattelse ændredes med tiden over i en mere subjektiv retning. Også på dette punkt spillede Kant en central rolle. I Kritik der Urteilskraft siger han, at det ikke objektivt kan afgøres, om noget er smukt eller ej. Det er et spørgsmål om smag, og smag er subjektiv. ”Enhver har sin smag” (på fransk: ”Chacun à son gout”). Der findes ikke noget objektivt smukt - noget der i sig selv er smukt.
I 1700-tallet opstod æstetikken. Ordet blev dannet af den tyske oplysningsfilosof Alexander Gottlieb Baumgarten, som definerede æstetik som ”videnskaben om den sanselige erkendelse” – altså en ret bred definition. Senere fik begrebet gradvist sin nutidige betydning, nemlig "kunstfilosofi". Denne betydning blev endeligt fastslået af den tyske filosof Georg Friedrich Hegel i hans æstetiske forelæsninger. Når kunst blev et selvstændigt begreb, var det naturligt, at der udviklede sig en selvstændig filosofisk disciplin, der behandlede denne kunst.
I takt med kunstens selvstændiggørelse skete der også en selvstændiggørelse at kunstnerne. Tidligere stod kunstnerne i kirkens, kongens eller adelens tjeneste. Det betød i praksis, at kunstværket - musikstykket, digtet eller maleriet - enten direkte eller indirekte hyldede arbejdsgiveren. Kunstneren kom derved til at underbygge overklassens magt.
Men med fremkomsten af det borgerlige samfund ændrede tingene sig. Nu opstod begrebet den frie kunstner. Det var betegnelsen for den økonomisk uafhængige kunstner, der tjente sine egne penge. Med den voksende borgerklasse opstod der et kunstmarked, der omsatte kunstværker uafhængigt af kirken og mæcenerne. Inden for musikken var Mozart (1756-1791) og Beethoven (1770-1827) blandt de første frie kunstnere.
Når kunstneren blev fri, blev også kunstværket frit – i den forstand, at kunstværket ikke længere skulle tjene et formål uden for sig selv. Den skulle ikke længere fungere som en understøtter af samfundet. Der bredte sig gradvist den tanke, at kunsten er til for sin egen skyld, udtrykt i slagordet ”Kunst for kunstens egen skyld” (på fransk: ”L´art pour l´art”).

### Tiden efter 1860
Impressionismen var en kunstretning, som var dominerende inden for malerkunsten i perioden 1860-1890, specielt i Frankrig. Retningen lagde vægt på, som navnet siger (fr. impression: indtryk), at gengive det indtryk, som øjet - og bevidstheden – får af de ydre fænomener. Ved at lægge vægten på det subjektive indtryk bliver det objektive, ydre motiv tilsvarende mindre præcist gengivet.
I slutningen af 1800-tallet og i 1900-tallet skete der en stadig mere udtalt subjektivering af kunstværket. Kunstnerens indre liv kom til at spille en stadig større rolle i forhold til det objektive ydre motiv, som kunstværket afbildede. Inden for malerkunsten begyndte denne udvikling for alvor med impressionismen og fortsatte umiddelbart derefter med ekspressionismen. Et maleri skulle nu i mindre grad ”ligne”, og i højere grad være et udtryk for kunstnerens indre tilstande.
Et eksempel herpå er det maleri, der har givet retningen navn: Impression, soleil levant (Indtryk, solopgang), malet i 1872 af den franske maler Claude Monet (figur 3). Maleriet er ikke en fotografisk nøjagtig gengivelse af havnen. Der lægges ikke vægt på, at det ”ligner” havnen. I stedet lægges vægten på, hvordan havnen opleves af kunstneren i det øjeblik, den betragtes.
Subjektiveringen fandt også udtryk i ekspressionismen, som var en kunstretning i perioden 1885-1925. Ekspressionismen tog udgangspunkt i det indre - i en sådan grad, at det ydre blev forvrænget. Det ydre blev udtryk for det indre. (Fr. expression: udtryk)
Et eksempel herpå er den hollandske maler Vincent van Goghs maleri fra 1889 Stjernenatten (figur 4). Det blev malet mens han var indlagt på et sindssygehospital. Også her er det tydeligt, at der ikke er tale om en præcis gengivelse af et ydre motiv. Maleriet udtrykker noget indre. Det er svært at sige præcist, hvad dette indre er. Måske er det van Goghs måde at udtrykke sit syge og kaotiske jeg på. Måske udtrykkes der en religiøs vision..
Et vigtigt nybrud i kunstens historie skete i 1900-tallet med fremkomsten af nonfigurativ kunst, også kaldt abstrakt kunst. Den var et særligt fænomen inden for billedkunsten. Nonfigurativ kunst ”forestiller ikke noget”; den har ikke en genkendelig forbindelse med en ydre virkelighed. Det er sammensætningen af former og farver, der er i centrum.
Et eksempel er den hollandske maler Piet Mondrians maleri Komposition med rød, gul, blå og sort fra 1921 (figur 5). Mondrian har her bestræbt sig på at sammensætte former og farver på en sådan måde, at de udtrykker en harmoni, som ikke findes umiddelbart i den synlige verden. Sammensætningen af netop disse former og netop disse farver er sket sådan, at den føles ”rigtig”.
I 1900-tallets kunst var der en tendens til, at tekniske færdigheder spillede en stadig mindre rolle. At være dygtig til at male eller tegne blev mindre vigtigt end at have en ide eller at skabe en effekt, ofte en chokerende eller provokerende effekt. Tekniske færdigheder kunne principielt helt undværes. Kunstneren kunne nøjes med at beskæftige sig med sin ide, og lade andre lave den materielle udførelse.
Denne tendens sås tydeligt i forbindelse med de såkaldte readymades. En readymade (fra engelsk ready-made: færdiglavet) er en brugsgenstand, der placeres i kunstneriske sammenhænge, f.eks. på et kunstmuseum, og derved får status som et kunstværk. Kunsten i et readymade består i kunstnerens udvælgelse af netop denne genstand i netop denne sammenhæng.
Udtrykket "readymade" blev første gang brugt i begyndelsen af det 20. århundrede. Den fransk-amerikanske billedkunstner Marcel Duchamp var den første, der udstillede et readymade på en kunstudstilling. Det skete i New York i 1917 med Fontæne. Værket var et urinal, som kunstneren havde lagt ned og signeret (figur 6). Dermed ville Duchamp angribe museet som institution og udtrykke, at kunst og det almindelige liv skal hænge sammen. Op til flere mener, at Duchamp muligvis tog æren fra Elsa von Freytag-Loringhoven (de), der originalt skabte værket.
En bred betegnelse for tendensen til at lægge mere vægt på ideen og mindre vægt på tekniske færdigheder er idekunst (også kaldt konceptkunst). Begrebet opstod i 1960-erne. Mange af idekunstens værker, undertiden kaldet installationer, kan principielt konstrueres af enhver, dog efter kunstnerens instruktioner.

## Definition af kunst
Der er ikke enighed om, hvordan kunst skal defineres. Det er ikke lykkedes at opnå enighed om, hvilke kriterier der gælder for, at noget er kunst - eller er god kunst. Der har dog været mange forslag til, hvad disse kriterier skal være – og dermed hvordan kunst skal defineres.

### Skønhed
Et klassisk kriterium har gennem mange århundreder været skønhed. Kunst skal være smuk, ikke hæslig. Der findes ifølge denne opfattelse ikke hæslig kunst. Kunst skal være harmonisk og vække behag. Den skal være tiltrækkende, ikke frastødende.
Fra og med renæssancen kom der imidlertid en udvikling, som forløb over flere århundreder, og som bevægede sig væk fra dette synspunkt. Der begyndte at komme en opfattelse af, at kunst ganske vist skal være smuk, men alligevel kan lade det hæslige vinde indpas i sublimeret form. At ”sublimere” betyder at omforme det hæslige på en sådan måde, at det ikke fremstår som udelukkende frastødende. Det hæslige bliver ”ophøjet”, således at det kan opleves som noget vældigt, noget ærefrygtindgydende. For eksempel kan en tragedie være sublim i sin beskrivelse af en ulykke eller en sorg.
Et eksempel fra billedkunsten er den spanske maler Francisco Goya's maleri Den tredje maj 1808 (figur 7). Det fremstiller en scene fra Den Spanske Frihedskrig (1807-1814), hvor uskyldige civile blev skudt af franske soldater efter 2. maj-opstanden i Madrid i 1808. Man ser de bønfaldende civilister og henrettelsespelotonen. Krigen fremstilles i sin hæslighed og gru. Samtidig er det hæslige sublimeret ved en dygtig brug af virkemidler som farvevalg, belysning og komposition.
I 1900-tallet fortsatte denne udvikling og gav sig for eksempel udslag i et maleri som Egon Schieles Stående mand fra 1913 (figur 8). Sådanne malerier gav anledning til diskussioner om, hvorvidt der kunne ligge en slags skønhed i det hæslige.

### Form
Et andet kriterium - som hænger sammen med skønhedskriteriet - er form. Den skønne kunst er ifølge denne opfattelse skøn i kraft af sin form. I antikken lagde for eksempel Aristoteles vægt på dette punkt. Han mente, at et skønt kunstværk skulle være præget af en symmetrisk form. En tragedie skulle have en sådan form, at dens enkelte dele tilsammen danner en symmetrisk orden.
Det er altså formen, ikke indholdet, der er det afgørende i kunstværket, ifølge denne opfattelse. I maleriet er det ikke motivet, der gør et værk til kunst, men den måde, det males på. Først når motivet bliver formet til et særligt udtryk, er der tale om kunst.
Fra Aristoteles stammer som sagt tanken om, at god kunst skal være karakteriseret ved at have en enhed i mangfoldighed. Der skal være en indbyrdes harmoni mellem alle enkeltdele. Det er denne harmoni, der besjæler helheden og gør den til en organisk enhed. I et værk, der er præget af denne organiske enhed, spiller de enkelte dele en så vigtig rolle for hinanden og for helheden, at man ikke kan flytte eller fjerne noget uden at forstyrre eller ødelægge helheden.
En senere tids kunst har forladt Aristoteles´ krav om symmetri. Men overvejelser over form har til alle tider spillet en rolle i kunsten. Et eksempel fra 1900-tallet er operahuset i Sydney, der er tegnet af den danske arkitekt Jørn Utzon (figur 9). Tagkonstruktionen, med dens hvide skallers bløde og organiske former, har ramt mange menneskers forestilling om skønhed.

### Erkendelse
Det er også blevet fremført, at en central funktion hos kunsten er at bibringe en erkendelse hos tilskueren. I kunsterfaringen får man en viden om tilværelsen. Denne viden er dog ikke en normal begrebslig viden, men en intuitiv viden. Kunsten er ikke bundet til sprogets strenge grammatiske og logiske former. I stedet består den af former, farver, motiver og symboler, hvis betydning er føjelig efter tilskuerens fortolkning. Man erkender verden omkring sig umiddelbart, uden at have sat den i system.
I mødet med kunstværket åbnes ens øjne – intuitivt - for en hidtil gemt eller glemt del af verden. Kunsten viser hen til noget mere end det kendte.  Den kan ses som en udforskning af, hvad det vil sige at være menneske. Den stimulerer tilskuerens følelser og tanker.

### Formål
Kunsten har til alle tider haft et formål. Den har dog haft forskellige formål til forskellige tider. Før 1800-tallet var formålet i høj grad at hylde magthaverne og kirken samt at understøtte deres værdier. I begyndelsen af 1800-tallet opstod imidlertid sloganet ” Kunst for kunstens skyld” (fr. ”L´art pour l´art”). Det skete i kølvandet på, at kunsten langsomt begyndte af frigøre sig magtinstanser uden for kunstverdenen selv: konger, fyrster og mæcener. Kunstværket skulle ikke længere tjene et formål uden for sig selv.
Det betød dog ikke, at kunsten ikke længere havde et formål. Den havde blot nogle andre formål. Den tyske filosof Friedrich Nietzsche mente, at en fuldstændig formålsløs kunst ikke findes. Kunsten vil altid et eller andet. Det kan være at underholde, at give stof til eftertanke, at udtrykke en følelse, at forherlige, at latterliggøre, at provokere, at chokere - i det hele taget at give tilskueren en speciel oplevelse.
"I min optik er al kunst brugskunst, man bruger det bare til noget forskelligt! Noget bruger man til fordybelse, noget til erindring, noget til eftertanke og afklaring, noget til trøst, noget til beruselse og berigelse, noget til underholdning og dekoration, tidsfordriv og almindelig morskab. Brugskunst er det i alle tilfælde." (Per Arnoldi) 
I 1900-tallet blev det tydeligt, at megen kunst havde fået andre formål end den tidligere havde haft. Disse formål var blandt andet at fremkalde en politisk ændring, at kommentere samfundsforhold, at udtrykke personlige psykiske forhold, og at udtrykke en livsanskuelse.
Et berømt eksempel er den spanske maler Pablo Picassos maleri fra 1937 Guernica (figur 10). Det blev malet i anledning af, at den nordspanske by Guernica i 1937 blev bombet af tyske og italienske fly under Den spanske borgerkrig. Dengang var luftangreb på civile noget nyt og chokerende. Picasso udtrykker krigens kaos og gru. Fremtrædende elementer er en gennemboret hest, en tyr, en kvinde der skriger, en død baby, en soldat der har mistet sine lemmer, og flammer. Den hvide figur længst til højre er med sine strakte arme inspireret af Francisco Goyas maleri Den tredje maj 1808 (figur 7). Maleriet anses af mange kunstkritikere for at være det mest bevægende og magtfulde antikrigsmaleri i historien.
Der er dog en fare ved at lave politisk agiterende kunst. Agitationen kan let blive vigtigere end kunsten, således at det går ud over den kunstneriske kvalitet. Derfor henviser mange i den sammenhæng til sloganet ”Kunst for kunstens skyld”. Kunsten bør ikke have andre formål ud over de rent kunstneriske (skønhed, ophøjethed, oplevelse, osv.)

### Teknisk mesterskab
Det er en almindelig opfattelse, at kunst kræver teknisk kunnen hos kunstneren. Jævnfør den oprindelige betydning af ”kunst” som ”kunnen”. Opfattelsen var enerådende før idekunsten vandt frem i 1900-tallet, og den er stadig udbredt.
Et eksempel på teknisk kunnen ses i den italienske maler Leonardo da Vincis berømte maleri Mona Lisa (figur 11). Det er et kunstværk, der vidner om teknisk mesterskab på flere områder. Da Vinci har formået at male Mona Lisa på en sådan måde, at hun virker forbavsende levende. Maleriet virker næsten som et levende væsen. Han behersker desuden lyssætningsteknikken, hvilket blandt andet ses på Mona Lisas ansigt, bryst og hånd. Endelig kan det nævnes, at han mestrer ”sfumato”-teknikken; en teknik der består i at blande farverne på en sådan måde, at de smelter ind i hinanden, således at man ikke kan se en tydelig grænse mellem dem. Denne teknik ses især i landskabet og himlen bag Mona Lisas hoved, men også ved hendes øjenkroge.
Med idekunstens indtog i 1900-tallet ændredes denne opfattelse radikalt. Tekniske færdigheder spillede nu en langt mindre rolle. De kunne principielt helt undværes. Kunstneren kunne nøjes med at beskæftige sig med sin ide - og lade andre om den materielle udførelse.
Et eksempel på idekunst er den britiske kunstner Tracey Emins installation Min seng fra 1998. Her er der ikke brugt nogen teknisk færdighed. Kunstneren har blot opstillet sin seng og arrangeret nogle genstande fra sit soveværelse. Kun ideen gør værket til kunst. Installationen fremkaldte en voldsom debat, da den blev udstillet på Tate Gallery i 1999. Kritikere sagde, at værket ikke var kunst; for enhver kan udstille sin seng på den måde og kalde det kunst.
Et sådant værk rejser således spørgsmålet, om kunstbegrebet er blevet så bredt og udvandet, at det ikke længere giver mening at tale om ”kunst”. I 1999 opstod stuckismen, som fremførte netop dette synspunkt. Stuckismen er en kunstbevægelse, der vil fremme figurativ kunst, og som er modstander af idekunst. Stuckisterne vil fremme ægthed i kunsten, i modsætning til hvad de ser som idekunstens overfladiske effektjageri, nihilisme og ironi. De ønsker en tilbagevenden til det tekniske mesterskab i kunsten. Uden teknisk mesterskab mener de ikke, at man har noget kriterium til at skelne kunst fra ikke-kunst og til at skelne god kunst fra dårlig kunst.
I 2000 malede den stuckistiske maler Charles Thomson det satiriske maleri Sir Nicholas Serota laver en beslutning om anskaffelse (figur 12). Titlen refererer til direktøren for den britiske kunstinstitution Tate (Tate Gallery), Nicholas Serota. Samtidig refererer det til en af genstandene i Tracey Emins installation ”Min seng”, nemlig hendes trusser. Holdningen bag maleriet er naturligvis, at både de ægte trusser og de falske trusser er værdiløse som kunst.
I samme boldgade udtaler den britiske kunstkritiker David Lee sig: ”Fordi hovedparten af samtidskunsten ikke har noget kriterium, som den kan bedømmes ved, kan man sige, at alt er god kunst. Den eneste forskel mellem de mennesker, der er ukendte, og de, der er kendte, ligger i markedsføringen.” 

### Institutionsteorien
For at redde kunstbegrebet fra den truende opløsning er der fremsat et nyt kriterium: institutionskriteriet. Det er det, den såkaldte institutionsteori gør. Den siger, at et værk er kunst, hvis det er blevet tildelt en særlig status af en eller flere personer, der handler på vegne af kunstverdenen (museer, kunstkritikere, osv.), nemlig en ”status som kandidat til værdsættelse”. Teorien stammer fra den amerikanske filosof George Dickie. Ifølge teorien kan enhver menneskeskabt genstand være kunst. Det forudsætter kun, at en autoritet inden for kunstverdenen udnævner den til at være det. Duchamps berømte urinal (figur 6) er objektivt set fuldstændig mage til alle andre urinaler i verden, men den adskiller sig fra disse ved på et tidspunkt at være blevet udnævnt til at være et kunstværk. Denne udnævnelse gør netop dette urinal til et kunstværk, mens alle andre urinaler ikke er det, men må nøjes med at modtage urin.
Det er altså ikke en objektiv egenskab ved værket, der gør det til kunst. Det er kunstautoriteternes udnævnelse. Ifølge institutionsteorien er Tracey Emins trusser derfor et kunstværk, hvis en autoritet inden for kunstverdenen (for eksempel Nicholas Serota) udnævner dem til at være det (figur 12).
Imod denne teori er det blevet indvendt, at kunstautoriteterne må have en grund til at tildele en genstand status som kunstværk, og at denne grund ikke er institutionel, men må ligge i selve kunstværkets kvalitet, herunder dens ide.

### Yderligere kriterier
Da Tracey Emin engang blev spurgt, hvordan hun ville svare på den kritik af Min seng, der gik ud på, at alle kan udstille sådan en seng og kalde den et kunstværk, svarede hun: ”Jamen, det gjorde de ikke. Ingen har gjort det.”  Hermed sagde hun, at originalitet er et kriterium på kunst. Claude Monets maleri Indtryk, solopgang (figur 3) er et eksempel på originalitet (i forhold til sin tid). Det ligger i kunstens væsen, at den vil bringe fornyelse. Kunsten skal bibringe noget ud over det kendte.
På den anden side er det et spørgsmål, om originalitet alene gør et værk til kunst. Lucio Salvatores En kvadratmeter jord (figur 13) er et originalt indlæg i debatten om privat jordbesiddelse. Men er det af den grund kunst?
Den fransk-amerikanske billedkunstner Marcel Duchamp foreslog engang, at kunst er en hvilken som helst aktivitet inden for et hvilket som helst område. Også her lyder kritikken, at kunstbegrebet i så fald bliver så bredt og udvandet, at det ikke længere giver mening at tale om ”kunst”. I så fald kan det hævdes at være kunst, hvis man går en tur, eller hvis man starter sin bil. Selve kunstbegrebet trues af opløsning.
Endelig er kriteriet om holdbarhed blevet foreslået. Heri ligger, at kun den kunst, der har bestået "tidens test", dvs. som stadig ses, høres eller læses lang tid efter at den er blevet skabt, er god kunst. Da Thomas Bredsdorff og Anne-Marie Mai i 2000 havde valgt digtene til bogen 1000 danske digte, skrev de i forordet: "Der har ikke kun været to om at vælge digtene; vi har taget en tredje til hjælp: tiden, der sorterer fra uden skånsel."  Dette kriterium kan i sagens natur ikke bruges på samtidens kunst, men kun på kunst, der ligger mange år tilbage i tiden. Når det er sagt, er det måske, som Thomas Bredsdorff og Anne-Marie Mai synes at mene, det bedste objektive kriterium for, hvad der er god kunst.
Det er ikke lykkedes at nå til enighed om, hvilke præcise objektive kriterier der gælder for, hvad der er kunst, og hvad der er god kunst. Det er en almindelig opfattelse, at kunst er noget subjektivt. Kunstnerisk værdi er noget, som den enkelte tilskuer/læser/lytter tilfører kunstværket. Det er individuelt, hvad der rører, påvirker eller fremkalder en reaktion. Den russiske forfatter Leo Tolstoy (1828-1910) mente, at det der gør noget til kunst er, hvordan det opleves af kunstens publikum - ikke hvilket formål kunstneren har med sit værk.
Det er for eksempel subjektivt, hvad der opfattes som smukt. En definition af skønhed kan således være ”det der behager subjektet” eller ”det der ser godt ud eller lyder godt for det enkelte menneske”. Jævnfør ordsproget ”Skønhed er i betragterens øje.”  Skønhed kan ikke måles objektivt, heller ikke grader af skønhed. Det, den ene finder smukt, kan være fuldstændig ligegyldigt for den anden.